# Sceloporus lunae
Sceloporus lunae es una especie de lagarto de la  familia Phrynosomatidae. Es endémico de la sierra de las Minas en Guatemala donde habita el bosque tropical muy seco y el bosque de pino-encino en las estribaciones de las montañas, entre 150 y 1300 m s. n. m.. Es una especie terrestre que vive en árboles y debajo de rocas.